# Systemisch-konstruktivistische Perspektive
Unter dem Begriff systemisch-konstruktivistische Perspektive sind spätestens seit den 1980er Jahren zwei Richtungen zu unterscheiden (auch wenn die Übergänge zwischen diesen Richtungen fließend sind und beide Richtungen oft miteinander vermischt werden). Die erste Richtung basiert auf der soziologischen Systemtheorie der Bielefelder Schule (von Niklas Luhmann und Weiterentwicklung durch Helmut Willke und Dirk Baecker). Diese Richtung wird auch als systemtheoretischer Konstruktivismus oder operativer Konstruktivismus bezeichnet. Vorgänger dieser Theorie sind u. a. die strukturell-funktionale Systemtheorie von Parsons und eine kybernetische Systemtheorie erster Ordnung.
Die zweite Richtung basiert auf einem neurobiologischen, psychologischen, erkenntnistheoretischen und kommunikationstheoretischen Konstruktivismus (zu den wichtigsten Begründern zählen Humberto Maturana, Francisco Varela, Gerhard Roth, Ernst von Glasersfeld und Heinz von Foerster, Siegfried J. Schmidt und Gebhard Rusch). Hierzu zählt auch der von diesen Grundlagen ausgehende Relationale Konstruktivismus der als eine systemische Weiterentwicklung des Radikalen Konstruktivismus gilt.
Beide Richtungen beziehen sich auf einige gemeinsame theoretische und logisch operative Grundlagen (Autopoiese, Beobachtersprachlichkeit, Unterscheidungslogik etc.) und sie lassen sich durchaus gemeinsam nutzen. Allerdings unterscheiden sich die Ziele der zu Grunde gelegten Theorien und damit auch die Anwendungsmöglichkeiten. Deutlich wird dies etwa an der breiten Entwicklung systemisch-konstruktivistischer Ansätze in der Sozialen Arbeit. Die auf Luhmann basierende systemisch-konstruktivistische Perspektive fragt vor allem nach der Funktion sozialer Systeme im Besonderen der gesellschaftlichen Funktion Sozialer Arbeit und beschäftigt sich mit Fragen der Hilfe/Nicht-Hilfe, Fall/Nicht-Fall usw. und der „Exklusion“ und „Inklusion“.
Die auf einem neurobiologischen, psychologischen, erkenntnistheoretischen und kommunikationstheoretischen Konstruktivismus basierende systemisch-konstruktivistische Perspektive fragt vor allem nach der Funktion von Interaktionen und beschäftigt sich mit Fragen der Hilfe und Kontrolle, der Einflussnahme und der Kommunikation.
In der sozialarbeiterischen Theorieentwicklung finden sich Gemengelagen, Konklusionen und Transformationen aus beiden Traditionslinien. Etwa die methodisch orientierten Arbeiten von Ulrich Pfeifer-Schaupp, Wolf Ritscher und Wilfried Hosemann, die postmodern-ambiguitätstheoretisch orientierten Arbeiten von Heiko Kleve und die grundlagen- und interaktionstheoretischen Arbeiten zu einer systemisch-konstruktivistischen Lebensweltorientierung und der darauf aufbauenden Relationalen Sozialen Arbeit von Björn Kraus.
Einen Überblick über die unterschiedlichen Traditionslinien und deren Unterschiede und Gemeinsamkeiten findet sich im Band 1 der von Wolfgang Krieger herausgegebenen Reihe Systemische Impulse.